# Alginátová vlákna

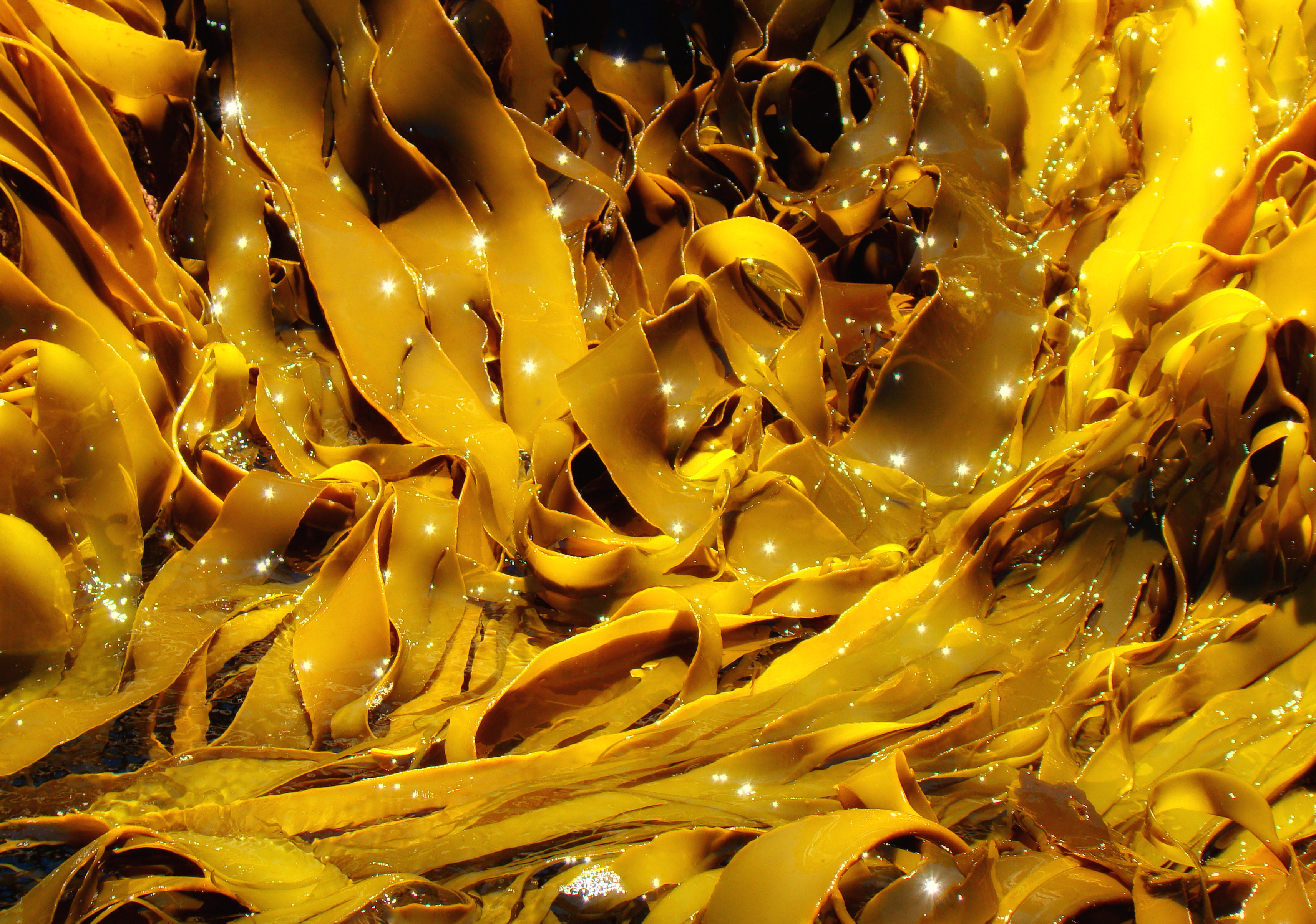
Hnědé mořské řasy

Chemické složení alginátu vápenného

Alginátové vlákno je textilní materiál chemicky vyrobený z hnědých mořských řas.

## Z historie
Kyselina algová byla objevena v roce 1881, komerční výroba alginátových vláken byla zavedena v Anglii a v USA během 2. světové války. V roce 2021 měl dosáhnout celosvětový obchod s algináty hodnotu 760 milionů USD, na váhovém množství 45 milionů tun se podílí alginát sodný asi 32 % a alginát vápenný asi 18 %. Jen tyto druhy se dají průmyslově zvlákňovat, ostatní části získané z extruze mořských řas (jako propylenglykol nebo potaš) se používají v tiskařství, potravinářství aj.

## Výroba textilních vláken z mořských řas
Sklizeň řas se provádí speciálními stroji. Na mleté mořské řasy se působí kyselinou sírovou, formaldehydem a bělením chlornanem sodným. Po odvodnění se vytvoří pevný alginát sodný, který se obvykle zvlákňuje za mokra.
S přídavkem stříbrných solí se dá zlepšit zvláknitelnost a mechanické vlastnosti alginátu. Např. vlákna s antibiotickými účinky se vyrábí s přidáním tetracyklinu nebo i jiných léčiv.

## Vlastnosti
Alginát vápenný je kopolymer sestávající ze dvou monomerických kyselin: k. D-manuronická (M) a k. L-gulorinická (G). Čím vyšší je podíl M, tím vyšší absorpce a nižší pevnost.
Vlákno je prodyšné, hebké snesitelné na lidské kůži, obsahuje živiny a vitamíny, které se přenášejí na kůži, stoprocentně biologicky odbouratelné, s nízkou hořlavostí, velmi dobře absorbuje pot, antioxidanty zpomalují stárnutí kůže, úprava vláken nanočásticemi je problematická, protože mohou zatěžovat odpadní vody.
Fyzikální vlastnosti: Hmotnost 1,78 g/cm³, pevnost 11–18 cN/tex, tažnost 5 %, absorpce 18 g/100 cm², navlhavost 20–35 %, nízká rezistence k UV záření.

## Použití
Alginátová vlákna jsou obzvlášť užitečná jako surovina k výrobě obvazů s vysokou absorpcí. Při použití obvazu se na léčené ráně alginát vápenný pomalu mění na alginát sodný.
Ke komerčním výrobkům z alginátu vápenného patří např.: Algiste® (netkaná textilie), Algosteril®, Kaltocarb® (vícevrstvá textilie z alginátové tkaniny se spunbondovým rounem z viskózových vláken), Kalkostat® (netkaná textilie ze směsi s alginátem sodným), Seasorb® (gel na polyamidovém rouně).
Ve vývoji je obvazový materiál chitocel (kombinace alginátu a chitosanu).

### Oděvní textilie z mořských řas
Asi od začátku 21. století některé menší firmy (např. AlgiKnit, Pangaia) intenzivně zkoumají možnosti použití mořských řas k výrobě biologických oděvních textilií. Konkrétní informace o stavu dosavadního vývoje podobných projektů nebyly do konce 2. dekády publikovány.
Komerční výroba vláken s obsahem hnědých mořských řas je známá jen od jedné malé německé firmy, která nabízí viskózové stříže s obsahem 4 % alginátových vláken, které jsou zpracovatelné jednak na bavlnářské a jednak na vlnařské příze. Vlákno se vyrábí stejnou technologií jako lyocell.
V roce 2019 financovala rada ministrů severoevropských států NORA analýzu technické a ekonomické proveditelnosti výroby oděvních textilií z mořských řas. V rámci projektu bylo laboratorně vyrobeno celulózové vlákno podobnou technologií jako lyocell a bylo zjištěno, že vlákna s vyšším obsahem (asi přes 50 %) mořských řas jsou nestabilní. Dále byly porovnány ceny směsových tkanin a pletenin s obsahem celulózy z mořských řas do 50 % s cenami srovnatelných výrobků bez alginátových vláken. Výrobní náklady a ceny výrobků s obsahem řas jsou většinou vyšší, což studie zdůvodňuje tím, že z mořských řas se dá získat jen asi 6 % celulózy (ze dřeva 40–50 %) a že výrobou textilií z biologických alginátových vláken se dosud zabývaly jen menší producenti.